# Bomba tubo

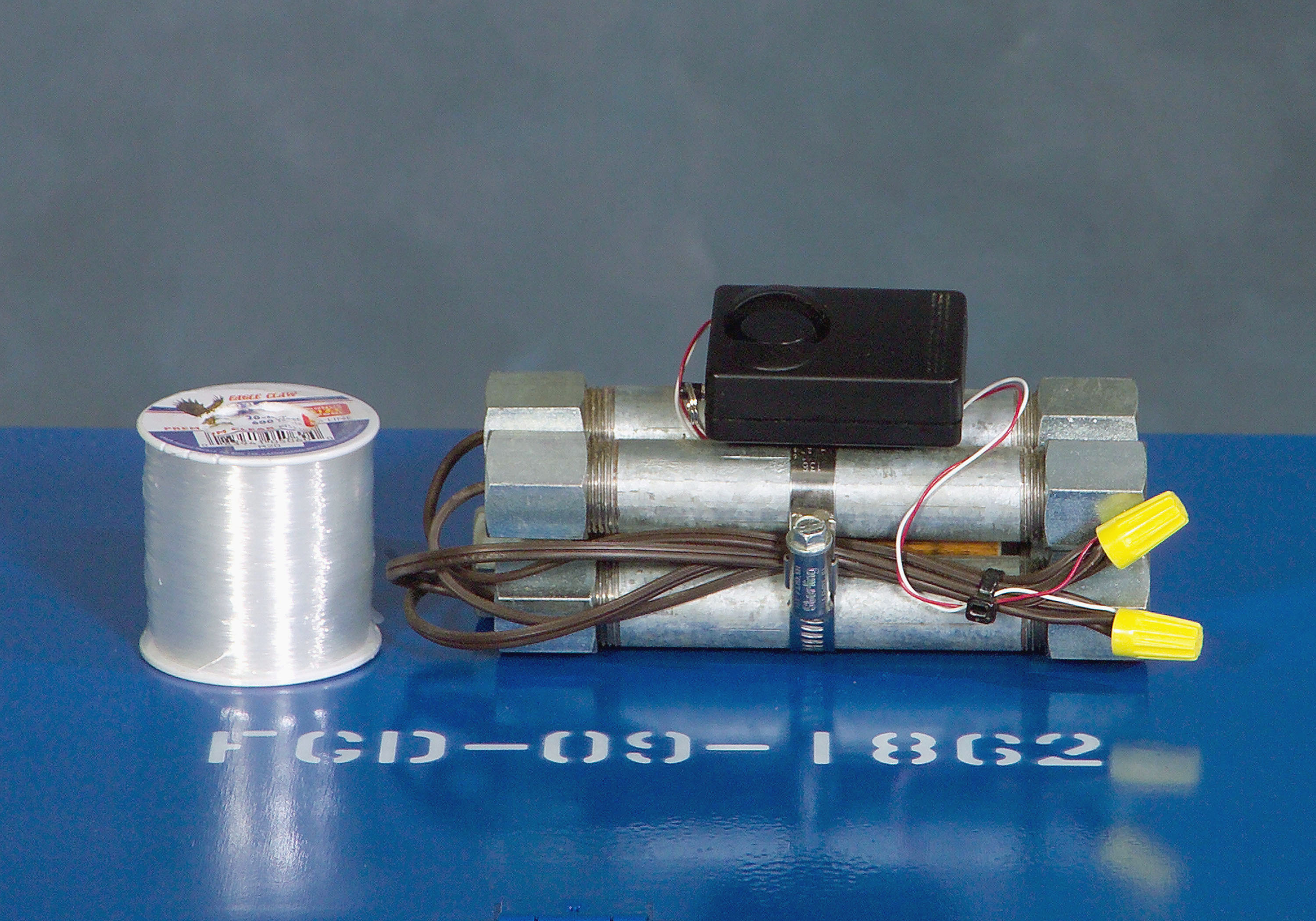
Uma bomba tubo.

Uma bomba tubo é um aparelho explosivo improvisado, uma secção de tubo apertadamente selada preenchida com um material explosivo. A contenção provida pelo tubo significa que simples substâncias baixamente explosivas podem ser usadas para gerar uma explosão relativamente grande, e a própria fragmentação do tubo cria potencialidade letal pela pancada dos estilhaços.
A detonação prematura é um risco para a tentativa de construir algumas bombas caseiras, e os materiais e os métodos usados com as bombas tubos criam incidentes comuns da detonação sem intenção, às vezes, resultando em sérios danos ou mortes para a comunidade.
Em muitos países a manufatura ou a posse de uma bomba tubo é um crime sério.
As bombas tubo são, por natureza, armas improvisadas e tipicamente usadas por pessoas que não têm acesso a dispositivos militares, como a granadas. Elas foram utilizadas com sucesso na Guerra Civil Espanhola (1936-1939). Durante Segunda Guerra Mundial, membros do British Home Guard foram treinados para fazer e usá-las.